# 서초구청장
서초구청장은 서울특별시 서초구의 구청장이다.

## 관선 서초구청장(1990. 5.~1995. 6.)
| 대수 | 성명   | 재임기간                        | 비고                   |
| ---- | ------ | ------------------------------- | ---------------------- |
| 1    | 이충우 | 1990년 5월 1일~1990년 5월 15일  | 초대 서초구청장        |
| 2    | 황철민 | 1990년 5월 18일~1993년 3월 17일 |                        |
| 3    | 조남호 | 1993년 3월 18일~1995년 3월      |                        |
| 4    | 강석근 | 1995년 3월 18일~1995년 6월 30일 | 마지막 관선 서초구청장 |

## 민선 서초구청장(1995. 7.~)
| 대수     | 성명   | 재임기간                        | 비고           |
| -------- | ------ | ------------------------------- | -------------- |
| 5        | 조남호 | 1995년 7월 1일~1998년 6월 30일  | 민선 1기       |
| 5        | 조남호 | 1998년 7월 1일~2002년 6월 30일  | 민선 2기. 재선 |
| 5        | 조남호 | 2002년 7월 1일~2006년 6월 30일  | 민선 3기. 3선  |
| 6        | 박성중 | 2006년 7월 1일~2010년 6월 30일  | 민선 4기       |
| 7        | 진익철 | 2010년 7월 1일~2014년 6월 30일  | 민선 5기       |
| 8        | 조은희 | 2014년 7월 1일~2018년 6월 30일  | 민선 6기       |
| 9        | 조은희 | 2018년 7월 1일~2021년 11월 9일  | 민선 7기. 재선 |
| 권한대행 | 천정욱 | 2021년 11월 9일~2022년 6월 30일 | 부구청장       |
| 10       | 전성수 | 2022년 7월 1일~                 | 민선 8기       |

## 같이 보기
- 서초구청장 선거